# Kindersprache
Kindersprache ist ein Sammelbegriff für die Sprachformen, die insbesondere Kleinkinder beim Erwerb ihrer Muttersprache bzw. Erstsprache entwickeln. Bei den Wörtern dieser Sprachvarietät handelt es sich häufig um Interjektionen und Onomatopoetika (Lautmalereien). Charakteristisch sind vor allem Silben- und Lautwiederholungen.

## Beschreibung
Kindersprache kann aus Wörtern bestehen, die Erwachsene zitieren oder durch Kinder umgeformt wurden; zumindest historisch sind so die Affektgeminationen Mama und Papa entstanden. Aus Großmutter ist kindersprachlich „Oma“, vereinfacht aus Großmama und weiter gekürzt zu Omama geworden. Beispiele für Onomatopoesie (Lautmalerei) in der Kindersprache sind etwa Wauwau für den Hund oder Kikeriki für den Hahn. Auch sprechen Kinder ihren eigenen Vornamen häufig vereinfacht aus und behalten diese Form – bei entsprechender Bekräftigung durch Eltern und ihrem sozialem Umfeld – unter Umständen ein Leben lang. Die Kindersprache wird für gewöhnlich im Alter von drei Jahren abgelegt. Einige Wörter wie Bonbon sind jedoch auch in den allgemeinen Wortschatz übergegangen. Ein Beispiel aus der Etymologie ist Ahn, das vom mittelhochdeutsch an(e), althochdeutsch ano abstammt und ursprünglich ein Lallwort der Kindersprache für ältere Personen aus der Umgebung des Kindes war.
In der Psycholinguistik ist Kindersprache ein Gegenstand der Spracherwerbsforschung. Die Entwicklung des Spracherwerbs vollzieht sich dabei ungefähr in den folgenden Phasen:
Bereits ab dem dritten Monat entwickelt das Kind eine Lallsprache aus eigener Initiative und moduliert sein Schreien. Im dritten Quartal werden die ersten Laute nachgeahmt (Echolalie), im vierten Quartal bereits einzelne Wörter. Im dritten Halbjahr werden erstmals Worte mit einem Sinn verbunden. Gegen Ende des zweiten Jahrs beherrscht das Kind Zwei- u. Dreiwortsätze. In der zweiten Hälfte des dritten Jahres werden einzelne Satzteile über- und unterordnet und im vierten Lebensjahr entsteht das Bedürfnis nach zeitlicher Orientierung. In der Sprachentwicklung entfaltet sich das konditionale Denken sowie der Gebrauch des Konjunktivs.
Der Linguist Roman Jakobson erläuterte in seinem 1941 erschienenen Werk Kindersprache, Aphasie und allgemeine Lautgesetze, dass bei allen Kindern, egal welcher Nationalität sie angehören, gewisse Konstanten in der Reihenfolge ihres Lauterwerbs nachgewiesen werden können. Das bedeutet, dass  in der ersten Phase des Spracherwerbs, der sogenannten ,Lallperiode‘, auch Laute geäußert werden können, die in der jeweiligen Muttersprache nicht existieren. Die Stufe des Lallens gehe dann in die Stufe des Sprachwerdens über, in der einige Phoneme fehlen, die die Kinder zuvor schon als Lalllaute hervorgebracht haben. Anhand dieser Beobachtung wurde festgestellt, dass Kinder aller Sprachräume die Phoneme in etwa der gleichen Reihenfolge erwerben.